# Dijon Football Côte-d'Or 2024-2025 (femminile)
Questa voce raccoglie le informazioni riguardanti il Dijon Football Côte-d'Or nelle competizioni ufficiali della stagione 2024-2025.

## Divise e sponsor
La tenuta di gioco è la stessa indossata dalla squadra maschile del Digione. Main sponsor è Suez mentre lo sponsor tecnico è Nike.
| Casa | Trasferta |

## Organigramma societario
Organigramma estratto dal sito societario, aggiornato al 21 aprile 2025.
Area tecnica
- Allenatore: Sébastien Joseph
- Vice allenatore: Pierre-Alain Picard
- Preparatore dei portieri: Adrien Chauvière
- Preparatori atletici: Maxime Lerat, Manon Borgnet
- Medico sociale: Philippe Paulin
- Analista video: Quentin Pinet
- Fisioterapisti: Sofian Aouidat, Arthur Maillard
- Team manager: Rosemary Durand
- Intendant: Antoine Rosalie

## Rosa
Rosa, ruoli e numeri di maglia tratti dal sito societario, integrati da Footofeminin.fr, aggiornati al 21 aprile 2025.
| N. |                        | Ruolo | Calciatrice         |
| -- | ---------------------- | ----- | ------------------- |
| 1  | Finlandia (bandiera)   | P     | Katriina Talaslahti |
| 3  | Stati Uniti (bandiera) | D     | Tegan McGrady       |
| 4  | Francia (bandiera)     | D     | Léna Goetsch        |
| 5  | Polonia (bandiera)     | D     | Małgorzata Grec     |
| 6  | Francia (bandiera)     | C     | Lina Gay            |
| 7  | Austria (bandiera)     | A     | Viktoria Pinther    |
| 8  | Francia (bandiera)     | C     | Léa Declercq        |
| 9  | Canada (bandiera)      | A     | Latifah Abdu        |
| 10 | Francia (bandiera)     | C     | Océane Picard       |
| 11 | Svizzera (bandiera)    | A     | Meriame Terchoun    |
| 12 | Cina (bandiera)        | A     | Yanwen Wang         |
| 14 | Danimarca (bandiera)   | C     | Sarah Jankovska     |

| N. |                          | Ruolo | Calciatrice        |
| -- | ------------------------ | ----- | ------------------ |
| 15 | Cina (bandiera)          | A     | Wu Chengshu        |
| 16 | Francia (bandiera)       | P     | Alice Pinguet      |
| 17 | Francia (bandiera)       | A     | Rose Lavaud        |
| 19 | Francia (bandiera)       | D     | Inès Tisserand     |
| 20 | Polonia (bandiera)       | A     | Klaudia Jedlińska  |
| 23 | Polonia (bandiera)       | C     | Nadia Krezyman     |
| 24 | Francia (bandiera)       | D     | Margaux Vairon     |
| 26 | Nuova Zelanda (bandiera) | D     | Kate Taylor        |
| 28 | Francia (bandiera)       | D     | Noémie Carage      |
| 33 | Francia (bandiera)       | D     | Maëlle Richelandet |
| 34 | Francia (bandiera)       | A     | Lou Defour         |

## Calciomercato

### Sessione estiva
| Acquisti | Acquisti            | Acquisti           | Acquisti                  |
| R.       | Nome                | da                 | Modalità                  |
| -------- | ------------------- | ------------------ | ------------------------- |
| P        | Katriina Talaslahti | Le Havre           | [ 3 ] [ 4 ]               |
| D        | Noémie Carage       | Saint-Étienne      | [ 5 ] [ 4 ]               |
| D        | Kate Taylor         | Wellington Phoenix | [ 6 ] [ 4 ]               |
| C        | Lina Gay            | Digione U19        | promossa in prima squadra |
| C        | Nadia Krezyman      | SMS Łódź           | [ 7 ] [ 4 ]               |
| A        | Viktoria Pinther    | Zurigo             | [ 4 ]                     |
| A        | Yanwen Wang         | Beijing            | [ 4 ]                     |

| Cessioni | Cessioni            | Cessioni    | Cessioni    |
| R.       | Nome                | a           | Modalità    |
| -------- | ------------------- | ----------- | ----------- |
| P        | Lisa Lichtfus       | Nantes      | [ 4 ]       |
| D        | Hélène Fercocq      | Guingamp    | [ 4 ]       |
| D        | Morgane Martins     | Fleury      | [ 4 ]       |
| D        | Cecilie Sandvej     | Napoli      | [ 8 ] [ 4 ] |
| D        | Pauline Sierra      | Tolosa      | [ 4 ]       |
| C        | María Díaz          | Al-Shabab   | [ 4 ]       |
| C        | Malou Marcetto      | Madrid CFF  | [ 4 ]       |
| A        | Latifah Abdu        | Guingamp    | [ 4 ]       |
| A        | Célia Chabod        | Montpellier | [ 4 ]       |
| A        | Coralie Delacellery | Auxerre     | [ 4 ]       |
| A        | Madeline Roth       | Le Havre    | [ 4 ]       |

## Risultati

### Première Ligue

#### Girone di andata
| Arbitro: | Bessière |

|               |           |        |
| Hannequin 12’ | Marcatori | 59’ Wu |

| Arbitro: | Rochebilière |

|                  |           |                         |
| Pinther 76’, 88’ | Marcatori | 4’ Meffometou 58’ Kassi |

| Arbitro: | Fournier |

|  |           |                   |
|  | Marcatori | 14’ Lavaud 20’ Wu |

| Arbitro: | Bessière |

|  |           |                                            |
|  | Marcatori | 14’ (aut.) McGrady 25’ Diani 73’ Le Sommer |

| Arbitro: | El Bour |

|  |           |                          |
|  | Marcatori | 33’ Krezyman 79’ Pinther |

| Arbitro: | Gerbel |

|                                     |           |                         |
| Pinther 36’, 58’ Jedlińska 52’, 61’ | Marcatori | 87’ Mansuy 90+2’ Cardia |

| Arbitro: | Daupeux |

|  |           |                     |
|  | Marcatori | 4’ Wu 69’ Jedlińska |

| Arbitro: | Rochebilière |

|                                                 |           |  |
| Terchoun 71’ Picard 86’ Wu 90+4’ Krezyman 90+6’ | Marcatori |  |

| Arbitro: | Fournier |

|                                                                    |           |            |
| Echegini 10’, 36’ Katoto 19’ Traoré 45+2’ Karchaoui 57’ Dorsin 90’ | Marcatori | 68’ Taylor |

| Arbitro: | Gerbel |

|                                                 |           |                          |
| Pinther 29’ Grec 31’ Jedlińska 54’ Terchoun 81’ | Marcatori | 5’ Levasseur 75’ Onumonu |

| Arbitro: | Kocher |

|                                        |           |  |
| Bussy 14’ Matéo 16’, 73’ Ribadeira 90’ | Marcatori |  |

#### Girone di ritorno
| Arbitro: | Beyer |

|                            |           |  |
| Gilles 27’ Van de Donk 43’ | Marcatori |  |

| Arbitro: | Rochebilière |

|               |           |  |
| Jedlińska 76’ | Marcatori |  |

| Arbitro: | Beyer |

|  |           |                                    |
|  | Marcatori | 9’ Wang 22’ Jedlińska 45’ Krezyman |

| Arbitro: | Gerbel |

|                            |           |             |
| Terchoun 37’ Jedlińska 89’ | Marcatori | 59’ Sangaré |

| Arbitro: | El Bour |

|  |           |                    |
|  | Marcatori | 81’ Elimbi Gilbert |

| Bondoufle 15 marzo 2025, ore 17:00 CET 17ª giornata | Fleury       | 0 – 0 referto | Digione | Stadio Robert Bobin (252 spett.)\| Arbitro: \| Rochebilière \| |
| Arbitro:                                            | Rochebilière |               |         |                                                                |

| Arbitro: | Gerbel |

|  |           |                   |
|  | Marcatori | 5’ Pinther 25’ Wu |

| Arbitro: | Bessiere |

|                                      |           |  |
| Wu 17’ Jedlińska 53’ Terchoun 90+10’ | Marcatori |  |

| Arbitro: | Daupeux |

|                 |           |  |
| Jedlińska 90+5’ | Marcatori |  |

| Montpellier 23 aprile 2025, ore 21:00 CEST 21ª giornata | Montpellier | 0 – 0 referto | Digione | Stadio Bernard Gasset n°7 - terreno Mama Ouattara\| Arbitro: \| Gerbel \| |
| Arbitro:                                                | Gerbel      |               |         |                                                                           |

| Arbitro: | El Bour |

|                                                                        |           |  |
| Terchoun 12’, 71’ Lavaud 22’ Jedlińska 38’ Declercq 45+2’ Picard 90+1’ | Marcatori |  |

#### Play-off per il titolo
| Arbitro: | Vanderstichel |

|                                                          |           |             |
| Le Sommer 19’ Horan-Heaps 45+2’ Gilles 62’ Hegerberg 86’ | Marcatori | 89’ Pinther |

### Coppa di Francia
| Arbitro: | Bessiere |

|  |           |                                                    |
|  | Marcatori | 3’ Taylor 7’, 11’, 72’ Picard 33’ Jedlińska 45’ Wu |

| Arbitro: | Daupeux |

|  |           |                   |
|  | Marcatori | 29’, 39’ Terchoun |

| Arbitro: | Daupeux |

|                            |           |  |
| Thiney 8’ (rig.) Matéo 31’ | Marcatori |  |

## Statistiche

### Statistiche di squadra
| Competizione              | Punti | In casa | In casa | In casa | In casa | In casa | In casa | In trasferta | In trasferta | In trasferta | In trasferta | In trasferta | In trasferta | Totale | Totale | Totale | Totale | Totale | Totale | DR  |
| Competizione              | Punti | G       | V       | N       | P       | Gf      | Gs      | G            | V            | N            | P            | Gf           | Gs           | G      | V      | N      | P      | Gf     | Gs     | DR  |
| ------------------------- | ----- | ------- | ------- | ------- | ------- | ------- | ------- | ------------ | ------------ | ------------ | ------------ | ------------ | ------------ | ------ | ------ | ------ | ------ | ------ | ------ | --- |
| Première Ligue            | 40    | 11      | 8       | 1       | 2       | 27      | 11      | 11           | 5            | 3            | 3            | 13           | 13           | 22     | 13     | 4      | 5      | 40     | 24     | +16 |
| Première Ligue - Play-off | -     | -       | -       | -       | -       | -       | -       | 1            | 0            | 0            | 1            | 1            | 4            | 1      | 0      | 0      | 1      | 1      | 4      | -3  |
| Coppa di Francia          | -     | -       | -       | -       | -       | -       | -       | 3            | 2            | 0            | 1            | 8            | 2            | 3      | 2      | 0      | 1      | 8      | 2      | +6  |
| Totale                    | -     | 11      | 8       | 1       | 2       | 27      | 11      | 15           | 7            | 3            | 5            | 22           | 19           | 26     | 15     | 4      | 7      | 49     | 30     | +19 |

### Andamento in campionato
| Giornata  | 1 | 2 | 3 | 4 | 5 | 6 | 7 | 8 | 9 | 10 | 11 | 12 | 13 | 14 | 15 | 16 | 17 | 18 | 19 | 20 | 21 | 22 | 23 |
| --------- | - | - | - | - | - | - | - | - | - | -- | -- | -- | -- | -- | -- | -- | -- | -- | -- | -- | -- | -- | -- |
| Luogo     | T | C | T | C | T | C | T | C | T | C  | T  | T  | C  | T  | C  | C  | T  | T  | C  | C  | T  | C  | T  |
| Risultato | N | N | V | P | V | V | V | V | P | V  | P  | P  | V  | V  | V  | P  | N  | V  | V  | V  | N  | V  | P  |
| Posizione | 6 | 7 | 6 | 7 | 6 | 4 | 4 | 4 | 4 | 4  | 4  | 4  | 4  | 4  | 4  | 4  | 4  | 4  | 4  | 4  | 4  | 4  | SF |

Legenda:

Luogo: C = Casa; T = Trasferta. Risultato: V = Vittoria; N = Pareggio; P = Sconfitta.

### Statistiche delle giocatrici
| Giocatore      | Première Ligue | Première Ligue | Première Ligue | Première Ligue | Coppa di Francia | Coppa di Francia | Coppa di Francia | Coppa di Francia | Totale   | Totale | Totale      | Totale     |
| Giocatore      | Presenze       | Reti           | Ammonizioni    | Espulsioni     | Presenze         | Reti             | Ammonizioni      | Espulsioni       | Presenze | Reti   | Ammonizioni | Espulsioni |
| -------------- | -------------- | -------------- | -------------- | -------------- | ---------------- | ---------------- | ---------------- | ---------------- | -------- | ------ | ----------- | ---------- |
| N. Carage      | 20+1           | 0              | 5              | 0              | 3                | 0                | 1                | 1                | 24       | 0      | 6           | 1          |
| L. Collard     | 0              | 0              | 0              | 0              | -                | -                | -                | -                | 0        | 0      | 0           | 0          |
| L. Declercq    | 21+1           | 1              | 2              | 0              | 2                | 0                | 0                | 0                | 24       | 1      | 2           | 0          |
| L. Defour      | 1              | 0              | 0              | 0              | -                | -                | -                | -                | 1        | 0      | 0           | 0          |
| J. Denizot     | 0              | 0              | 0              | 0              | -                | -                | -                | -                | 0        | 0      | 0           | 0          |
| L. Gay         | 19+1           | 0              | 2              | 0              | 3                | 0                | 0                | 0                | 23       | 0      | 2           | 0          |
| L. Goetsch     | 22+1           | 0              | 2              | 0              | 3                | 0                | 0                | 0                | 26       | 0      | 2           | 0          |
| M. Grec        | 18+1           | 1              | 3              | 0              | 3                | 0                | 0                | 0                | 22       | 1      | 3           | 0          |
| S. Jankovska   | 20+1           | 0              | 5              | 0              | 2                | 0                | 0                | 0                | 23       | 0      | 5           | 0          |
| K. Jedlińska   | 19+1           | 10             | 3              | 0              | 3                | 1                | 0                | 0                | 23       | 11     | 3           | 0          |
| N. Krezyman    | 16             | 3              | 0              | 0              | 3                | 0                | 0                | 0                | 19       | 3      | 0           | 0          |
| R. Lavaud      | 15+1           | 2              | 0              | 0              | 2                | 0                | 0                | 0                | 18       | 2      | 0           | 0          |
| T. McGrady     | 18             | 0              | 1              | 0              | 1                | 0                | 0                | 0                | 19       | 0      | 1           | 0          |
| O. Picard      | 21+1           | 2              | 4              | 0              | 2                | 3                | 0                | 0                | 24       | 5      | 4           | 0          |
| A. Pinguet     | 7              | -8             | 0              | 0              | 3                | -2               | 0                | 0                | 10       | -10    | 0           | 0          |
| V. Pinther     | 21+1           | 7+1            | 0              | 0              | 2                | 0                | 0                | 0                | 24       | 8      | 0           | 0          |
| M. Richelandet | 1              | 0              | 0              | 0              | -                | -                | -                | -                | 1        | 0      | 0           | 0          |
| K. Talaslahti  | 15+1           | -20            | 0              | 0              | 0                | 0                | 0                | 0                | 16       | -20    | 0           | 0          |
| K. Taylor      | 19+1           | 1              | 3              | 0              | 3                | 1                | 0                | 0                | 23       | 2      | 3           | 0          |
| M. Terchoun    | 19+1           | 6              | 2              | 0              | 2                | 2                | 0                | 0                | 22       | 8      | 2           | 0          |
| I. Tisserand   | 3              | 0              | 1              | 0              | -                | -                | -                | -                | 3        | 0      | 1           | 0          |
| M. Vairon      | 17+1           | 0              | 3              | 0              | 3                | 0                | 0                | 0                | 21       | 0      | 3           | 0          |
| Y. Wang        | 18+1           | 1              | 2              | 0              | 3                | 0                | 1                | 0                | 22       | 1      | 3           | 0          |
| C. Wu          | 19             | 6              | 0              | 0              | 3                | 1                | 0                | 0                | 22       | 7      | 0           | 0          |